# Jozef Smida
Jozef Smida (28. května 1899, Tajov, Rakousko-Uhersko – 3. května 1962, Ružomberok, Československo) byl bankovní úředník a účastník Slovenského národního povstání.
Smida studoval na Obchodní akademii v Banské Bystrici. Během svých studií absolvoval studijní cestu do Paříže. Působil jako bankovní úředník v Banské Bystrici, Olomouci, Bratislavě a v Prešově. Od 30. let pracoval jako úředník filiálky Slovenské národní banky v Ružomberku, později Státní banky československé. Účastnil se protinacistického odboje. Filiálka České národní banky v Ružomberku pod jeho vedením kryla všechny potřeby povstalců, další část peněžní hotovosti dal před pádem Ružomberka odvést do Banské Bystrice, současně se mu podařilo zachránit před Němci trezory. Smida byl také členem Matice Slovenské.